# تپه و محوطه به چنار
تپه و محوطه به چنار مربوط به سدهٔ ۳ تا ۶ ه.ق است و در شهرستان درگز، بخش مرکزی، روستای تاج الدین واقع شده و این اثر در تاریخ ۲۷ بهمن ۱۳۸۲ با شمارهٔ ثبت ۱۰۹۱۵ به‌عنوان یکی از آثار ملی ایران به ثبت رسیده است.